# Mediesyndikatet Monsun
Mediesyndikatet Monsun er en medievirksomhed, der blev stiftet i september 2000, af bl.a. Brian Berg, Sven Gårn Hansen, Martin Lindblom, Maj-britt Milsted, Asger H. Pedersen og Mikkel Skov Petersen, der var en kreds af medarbejdere ved ugeavisen Socialisten Weekend. Formålet med virksomheden var primært at udvide indtægtsgrundlaget for avisen, så det ikke kun var begrænset til abonnementsindtægter. 
Mediesyndikatet Monsun overtog i 2000 ansvaret for Internetportalen Modkraft.dk, der var stiftet af Mikkel Skov Petersen tidligere samme år.
Efter avisens lukning i 2001 fortsatte virksomheden, men flyttede fra de tidligere redaktionslokaler i Indre By i København til Nørrebro. Her blev virksomheden efteråret 2001 slået sammen med bydelsavisen PåGaden.
Under EU-topmødet i København i december 2002 udgav Mediesyndikatet Monsun dagbladet Moskito i samarbejde med en række aktivister.